# スクールロイヤー
スクールロイヤー（School Lawyer)とは、学校で起こるいじめや保護者とのトラブル等を法的に解決する弁護士のことである。学校内で問題が起きた際に、文部科学省と教育委員会、弁護士会の連携のもと、学校に弁護士が派遣される制度をスクールロイヤー制度という。2018年、NHK総合の土曜ドラマ「やけに弁の立つ弁護士が学校でほえる」の放送により広く知られるようになった。

## 概要
スクールロイヤーは、いじめや保護者とのトラブル、体罰、教員同士のトラブル等、学校で起こる問題の法的解決を目指して派遣される。日本弁護士連合会は、2018年1月30日に「『スクールロイヤー』の整備を求める意見書」を文部科学大臣に提出した。その意見書によると、スクールロイヤーとは、「学校現場で発生する様々な問題に対して，裁判になってから関わるのではなく，むしろトラブルが予測されそうな段階から，学校の相談相手と しての立場で，子どもの最善の利益の観点から，教育や福祉，子どもの権利等の視点を取り入れながら継続的に助言する弁護士」であり、トラブルの未然防止が重視されている。

## 導入の背景
1990年代後半より、不登校の増加、いじめや暴力、落ち着きのなさ等の問題行動の増加、学級崩壊の増加など、子供の抱える問題が質的変化を伴って深刻化してきた。その原因としては、不適切な養育環境の問題、地域社会の崩壊や核家族化等による子育て環境や遊び環境の変化、学校に対する保護者の意識の変化など、子育てを取り巻く環境が大きく変化したことが指摘される。教師だけの対応では困難な問題が増加していることを背景に、外部の専門家・専門機関との連携など、学校・教師をサポートする体制が必要とされるようになった。学校と保護者との適切な関係調整、いじめ防止対策については紛争解決の専門家である弁護士の必要性が特に高まっている。

## 他の専門スタッフとの連携
スクールロイヤー制度を導入するにあたっては、スクールカウンセラーやスクールソーシャルワーカーとの連携が重視されている。スクールカウンセラーは、子供の心のケアを行い、スクールソーシャルワーカーは、子供の福祉面の環境整備を行い、スクールロイヤーは学校の方針や問題への対応について法的な観点から助言を行う。スクールカウンセラーとスクールソーシャルワーカーの主な役割は、子供のサポートであり、スクールロイヤーの主な役割は、教員や学校のサポートである。教員と専門スタッフが的確な役割分担のもとで互いの専門性を尊重し、情報を共有し、連携していくことで「子どもの最善の利益」を目指す体制が強化される。

## 文部科学省による取り組み
文部科学省は2018年度予算の概算要求で、弁護士の知見や経験を活かしていじめ問題の解決につなげようと、調査・研究費用として約5,000万円の予算請求を行った。2018年度には全国10か所でスクールロイヤー制度を導入する。スクールロイヤー派遣の主な活動は以下のとおりである。
- 法的側面からのいじめの予防教育

いじめが法的にどのような罪となりうるのかを生徒たちに伝えることでいじめの予防を目指す。SNSによるいじめも刑事罰の対象となりうることを判例などを示しながら教え、いじめが重い罪であることを子供たちが理解できるようにする。
- 学校における法的相談への対応

様々なトラブルについて学校が弁護士に相談し、アドバイスを受けることで効率的な問題解決を目指す。保護者からの要望への対応をスクールロイヤーが担当することによる、教員の精神的負担の軽減という効果も期待される。
- 法令に基づいた対応の徹底

いじめ防止対策推進法などに基づいて、学校のいじめ問題への対応が徹底されているかを弁護士が確認する。

## 自治体独自の取り組み

### 港区
港区教育委員会は2007年度にスクールロイヤー制度を導入した。2018年現在では、21人の弁護士が計40校ある公立幼稚園・小中学校ごとに登録されている。校長や教員は直接、電話で弁護士に相談でき、司法の観点を踏まえて助言を受ける。当事者同士の話し合いに同席を求めることもできる。学校から弁護士に寄せられる相談は年40件弱であり、内容はいじめ問題や近隣家庭からの苦情、保護者の理不尽な要求などである。

### 大阪府
大阪府教育委員会は2013年度にスクールロイヤー制度を導入した。スクールロイヤーは、いじめ等の問題への対応や防止策についてについて市町村教育委員会及び学校への助言を行う。府教育委員会は、市町村教育委員会の要請に応じて派遣等を行う。報酬は法律事務所への来所相談を基本に1回1万円となっている。大阪弁護士会に所属する９人の弁護士が府内の小中学校合わせておよそ900校の相談を受けており、2017年8月までに500件近くの相談が寄せられて対応した。保護者から「担任を代えろ」という要求があった際には、教委を通じて相談し、教員らが弁護士事務所を訪れ、保護者の怒りや要求の背景、原因を見立ててもらい、保護者への話し方や対応の方針にアドバイスを受けた。スクールロイヤーには学校の現状や課題、福祉や子どもの発達などへの理解が求められるため、大阪弁護士会は人材育成を目的とする勉強会を開催している。

### 三重県
三重弁護士会は2016年度から独自に県内の小中学校で「いじめ予防授業」を開始した。中学二年の男子生徒が自殺した実際の事件を題材とした授業も行い、いじめを自分の問題として考える機会を生徒たちに提供している。2017年度には文部科学省の調査研究事業も加わり36校を回った。

### 岐阜市
岐阜市教育委員会は2018年度から岐阜弁護士会の協力を得てスクールロイヤー制度を導入した。対象校は市立幼稚園、小中学校、高校、特別支援学校で、五つのブロックに分けて５人の担当弁護士が就く。問題発生時には、現場の教員から報告を受けた学校管理職が電話や電子メール、直接面談で弁護士に相談し、回答を得て、管理職は市教委にも報告する。市教委や市行政課の弁護士職員が訴訟問題になると判断すれば、市の顧問弁護士が対応する。また、年に数回、弁護士側が学校を訪問して教員と話をする機会を設けている。